# Paddy Lowe
Paddy Lowe, född 8 april 1962, är en kenyanskfödd brittisk ingenjör som var senast CTO och delägare för det brittiska Formel 1-stallet Williams F1.
Han avlade en kandidatexamen i ingenjörsvetenskap vid University of Cambridge och inledde sin F1-karriär med att arbeta för Williams mellan 1987 och 1993 som delad chef för elektronik och utveckling av fjädringssystem. 1993 valde Lowe att ta sig vidare i karriären och fick en anställning hos McLaren, där han arbetade som chef för deras avdelning rörande forskning och utveckling, det varade fram till 2001 när han blev befordrad och blev chef för utveckling av motorsystem. I maj 2005 blev han ingenjörschef och översåg alla ingenjörsavdelningar inom McLaren. Sex år senare blev Lowe utnämnd till McLarens CTO, en position han hade fram till 2013. Den 3 juni samma år flyttade han till Mercedes-Benz för att vara vd för Mercedes F1-stall, han hade den positionen till den 10 januari 2017 när han lämnade stallet. Den 16 mars återvände Lowe till Williams för att vara CTO och delägare för dem, det varade fram till den 25 juni 2019 när Lowe avgick.